# Иванов, Борис Петрович (Герой Советского Союза)
Борис Петрович Иванов (1921—1994) — советский военачальник, участник Великой Отечественной войны, Герой Советского Союза (1945). Генерал-полковник (1970).

## Молодость и начало военной службы
Борис Иванов родился 28 июня 1921 года в Петрограде (ныне — Санкт-Петербург). Окончил среднюю школу в 1938 году. В сентябре 1938 года Б. П. Иванов был призван на службу в Рабоче-крестьянскую Красную Армию. В 1940 году он окончил Орловское бронетанковое училище имени М. В. Фрунзе. С февраля 1940 года командовал танковым взводом в 23-й легкотанковой бригаде, с августа — в 29-м танковом полку 15-й танковой дивизии Киевского Особого военного округа. В феврале 1941 года назначен заместителем командира танковой роты 29-го танкового полка 19-й танковой дивизии того же округа. 

## Великая Отечественная война
С июня 1941 года — на фронтах Великой Отечественной войны. Встретил войну в той же должности на Юго-Западном фронте, участвовал в оборонительных боях первого периода войны, в том числе в танковом сражении за Дубно — Луцк — Броды. После расформирования дивизии из-за потерь направлен в Северо-Кавказский военный округ, где стал командиром танковой роты в 4-й танковой бригаде. С ноября 1941 года вновь на фронте, адъютант старший танковой батальона 22-й танковой бригады Западного фронта. В сентябре 1942 года был ранен в бою, после выздоровления стал заместителем командира танкового батальона. Его бригада в то время входила в состав 6-го танкового корпуса Западного фронта. В 22-й бригаде ему довелось пройти через тяжелейшие и кровопролитные сражения 1942-го и начала 1943 годов — Ржевско-Сычевская наступательная операция, операция «Марс», Старорусская операция. А уже в январе 1943 года стал командиром танкового батальона этой же 22-й танковой бригады 6-го танкового корпуса. За отличия личного состава в боях в октябре 1943 года и бригада и корпус стали гвардейскими, получив наименования 40-я гвардейская танковая бригада и 11-й гвардейский танковый корпус. В их рядах комбат Б. П. Иванов прошёл до Победы.
В боях был ещё два раза ранен (в июле 1943 и в 1944 году). Участвовал в Курской битве, Белгородско-Харьковской, Сумско-Прилукской, Корсунь-Шевченковской, Проскуровско-Черновицкой, Львовско-Сандомирской, Висло-Одерской и Восточно-Померанской операциях. В апреле 1945 года командир танкового батальона 40-й гвардейской танковой бригады 11-го гвардейского танкового корпуса 1-й гвардейской танковой армии 1-го Белорусского фронта гвардии майор Борис Иванов особенно отличился во время штурма Берлинаа.
21 апреля 1945 года батальон Иванова прорвался в пригород Берлина Карлсхорст и в тот же день совместно с пехотой полностью очистил его от противника, уничтожив 7 танков и штурмовых орудий, большое количество живой силы. Выйдя к Шпрее, батальон успешно переправился через неё. 22 апреля он принял активное участие в захвате берлинского района Трептов. Всего же в тех боях батальон Иванова овладел более чем 30-ю берлинскими кварталами, уничтожил 9 танков и штурмовых орудий, 6 зенитных и 4 полевых орудий, 13 пулемётов, 173 солдата и офицера противника, ещё 87 — взял в плен. За Берлинскую операцию был представлен к званию Героя.
Указом Президиума Верховного Совета СССР от 31 мая 1945 года за «мужество и героизм, проявленные в борьбе с немецкими захватчиками» гвардии майор Борис Иванов был удостоен высокого звание Героя Советского Союза с вручением ордена Ленина и медали «Золотая Звезда».

## Послевоенная служба
После окончания войны Иванов продолжил службу в Советской Армии. Летом 1945 года стал командиром 1454-го самоходно-артиллерийского полка в 11-м гвардейском танковом корпусе 1-й гвардейской танковой армии Группы советских оккупационных войск в Германии, но уже в августе как особо отличившегося и перспективного командира направили учиться в академию. В 1949 году он окончил Военную академию бронетанковых и механизированных войск имени И. В. Сталина. С октября 1949 года командовал 79-м гвардейским тяжёлым танко-самоходным полком 7-й гвардейской танковой дивизии. С марта 1952 года служил в управлении командующего бронетанковыми и механизированными войсками Советской Армии: старший офицер управления боевой подготовки, с мая 1953 — старший офицер отдела по тактической подготовке, с января 1954 — старший офицер отдела военно-учебных заведений и учебных частей. С мая 1954 по январь 1956 года вновь на строевой службе, будучи заместителем командира 12-й гвардейской механизированной дивизии. На этой должности участвовал в войсковых учениях с использованием ядерного оружия на Тоцком полигоне в 1954 году, о чём позднее опубликовал свои воспоминания.
В 1956 году окончил годичные Высшие академические курсы при Военной академии имени Фрунзе. С ноября 1956 года — командир 29-й танковой дивизии в Белорусском военном округе. В июле 1960 года вновь направлен учиться, в 1962 году окончил Военную академию Генерального штаба Вооружённых сил СССР. С июля 1962 года служил заместителем командующего армией по боевой подготовке — начальником отдела боевой подготовки 1-й отдельной армии в Киевском военном округе. С января 1965 — первый заместитель командующего 13-й армией Прикарпатского военного округа, в апреле 1967 года назначен заместителем командующего войсками Прикарпатского военного округа по боевой подготовке и военно-учебным заведениям. С июля 1968 года был первым заместителем командующего, а с октября 1969 по декабрь 1975 года командовал Южной группой войск (Венгрия). С января 1976 года служил первым заместителем начальника Гражданской обороны СССР. В 1986 году участвовал в ликвидации последствий аварии на Чернобыльской АЭС. В сентябре 1987 года генерал-полковник Б. П. Иванов вышел в отставку. 
Проживал в Москве. Умер 27 декабря 1994 года, похоронен на Кунцевском кладбище Москвы.
Депутат Верховного Совета СССР 8 и 9 созывов (1970—1979). 

## Воинские звания
- лейтенант (4.02.1940)
- старший лейтенант (19.12.1941)
- капитан (13.07.1942)
- майор (18.05.1943)
- подполковник (3.10.1947)
- полковник (22.06.1954)
- генерал-майор танковых войск (25.05.1959)
- генерал-лейтенант (19.02.1968)
- генерал-полковник (29.04.1970)

## Награды
- Медаль «Золотая Звезда» Героя Советского Союза (31.05.1945)
- орден Ленина (31.05.1945)
- орден Октябрьской Революции 26.06.1981)
- 3 ордена Красного Знамени (12.04.1945, 31.10.1967, 29.06.1971)
- орден Александра Невского (22.08.1943)
- орден Отечественной войны 1-й степени (11.03.1985)
- 2 ордена Красной Звезды (30.04.1954, 21.02.1969)
- орден Трудового Красного Знамени (3.03.1987)
- орден «За службу Родине в Вооружённых Силах СССР» 3-й степени (30.04.1975)
- медаль «За боевые заслуги» (20.06.1949)
- Медаль «За оборону Москвы»
- Медаль «За взятие Берлина»
- Медаль «За освобождение Варшавы»
- другие медали
- награды иностранных государств[1]